# Кодіум черв'якуватий
Кодіум черв'якуватий (Codium vermilara) — вид морських літоральних водоростей багатого роду Codium. Поширений в Атлантичному океані, Середземному та Чорному морях.

## Опис
Рослини до 35–40 см заввишки, прикріплені невеликим базальним диском, від якого піднімається декілька вертикальних таломів. Слань циліндрична, закономірно чи незакономірно дихотомічно розгалужена.

## Спосіб життя
Багаторічна водорость. Зустрічається поодиноко. Зростає серед обростань на камінні, скелях, ракушняку в субліторальній зоні на глибині 5-30 м. Олігосапробіонт. Розмножується статевим шляхом, безстатеве розмноження невідоме.

## Поширення
Поширений у водах Атлантичного океану від бореальних до тропічної зони. Відомий також у Середземному та Чорному морях. Описані популяції біля берегів Норвегії, Британії, Ірландії, Іспанії, Канарських островів, островів Селваженьш, Аргентини. Знайдений також біля берегів Кореї. В акваторії України декілька популяцій відомі з північно-західної частини Чорного моря, поблизу західного та південного Криму, в районі Севастополя, поблизу Керчі.

## Охорона
Занесений до Червоної книги України (2009) зі статусом «рідкісний», а також до Червоної книги Чорного моря. Причинами скорочення чисельності є антропогенний вплив (евтрофування водойм), зниження прозорості, зростання інтенсивності обростання епіфітами. Охороняється у Чорноморському біосферному заповіднику, природному заповіднику «Мис Мартьян», заказнику «Бухта Козача», прибережно–аквальному комплексі поблизу мисів Сарич та Фіолент.

## Практичне значення

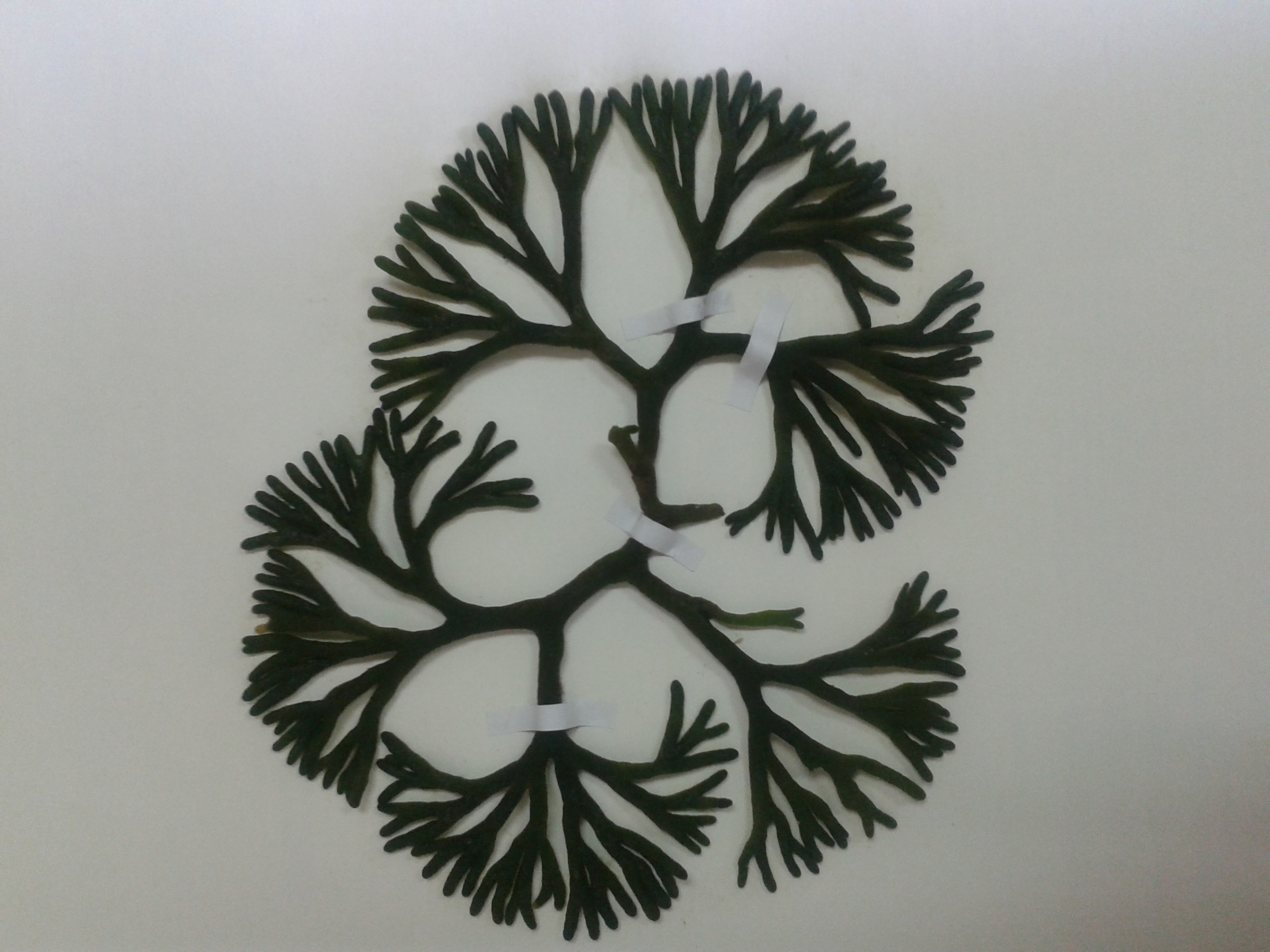
Кодіум у гербарії, зібрано в Україні

Наукове значення: вид вважається індикатором стану та ступеня евтрофікації екосистем, зокрема шельфової зони моря.
Численні дослідження проведені для визначення полісахаридного складу клітинної стінки цього виду, оцінено відмінності з близьким видом Codium fragile. Розчинні у воді полісахариди кодіума виявляють при змішуванні з кров'ю ссавців антикоагуляційну дію, але також стимулюють агрегацію тромбоцитів. В іншому дослідженні виявлено високу здатність талому кодіума черв'якуватого до всмоктування з води та накопичення важких металів, особливо свинцю.